# Eagle Vision
Der Eagle Vision war eine von  der US-amerikanischen Automobilmarke Eagle von Anfang 1992 bis Ende 1997 angebotene Limousine der oberen Mittelklasse mit Frontantrieb. 
Der Vision basierte auf der LH-Plattform des Chrysler-Konzerns und war eng verwandt mit den Modellen Chrysler Concorde, New Yorker und LHS sowie dem Dodge Intrepid. Eine Plymouth-Variante gab es nicht. Von den Modellen Dodge Intrepid und Chrysler Concorde unterschied sich der Vision nur in Details, wie beispielsweise durch die keilförmige Gestaltung der Frontpartie. In Europa wurde der Eagle Vision – wie auch der Dodge Caravan – unter der Marke Chrysler als Chrysler Vision angeboten.

## Übersicht
Vorgestellt wurde der Vision Anfang 1992 auf dem Automobilsalon in Detroit. Das Design folgte der von Chrysler propagierten Cab Forward-Philosophie und wies einen langen Radstand, verhältnismäßig große Überhänge, und eine weit nach vorne reichende Passagierkabine mit einer entsprechend kurzen Motorhaube auf. 
Angeboten wurden die Version ESi mit 3,3-l-V6 (114 kW/155 PS) und die sportlichere Version TSi mit 3,5-l-V6 (160 kW/218 PS) mit 24 Ventilen, jeweils in Verbindung mit einer Viergang-Automatik. Der Vision TSi bot strafferes Fahrwerk, ABS, ein Lederlenkrad und 16-Zoll-Aluminiumfelgen. 
Im Herbst 1993 wurde die Leistung des 3,3-Liters auf 120 kW (163 PS) gesteigert und die Automatik im Hinblick auf weichere Schaltvorgänge überarbeitet. 
Für das Modelljahr 1997 erhielt das Basismodell ESi hinten Trommel- anstelle der bislang verwendeten Scheibenbremsen. 
Die Marke Eagle wurde im Frühjahr 1998 komplett eingestellt. Der bereits fertige Nachfolger wurde daraufhin als Chrysler 300M angeboten. Es wurden insgesamt 94.000 Exemplare vom Eagle Vision produziert.

### Statistik
Nach dem Abschlussbericht des Bundesamtes für Wirtschaft und Ausfuhrkontrolle wurden 28 Chrysler Vision zugunsten der Umweltprämie zwischen dem 27. Januar 2009 und dem 31. Juli 2010 verschrottet.

Zum Stichtag 1. Januar 2024 waren laut Kraftfahrtbundesamt noch 34 Chrysler Vision in Deutschland angemeldet.

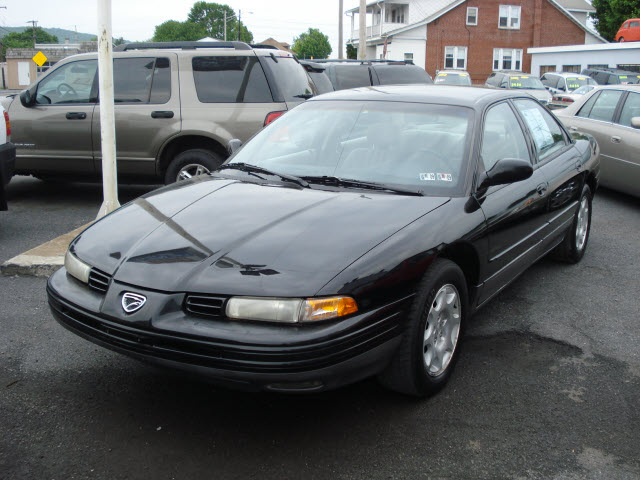
Eagle Vision TSi
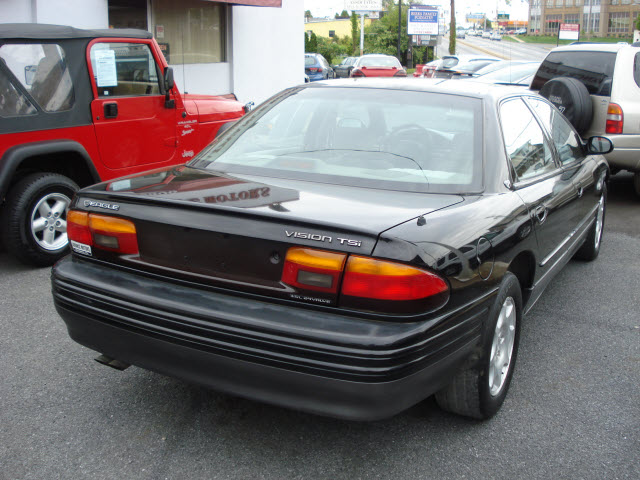
Heckansicht
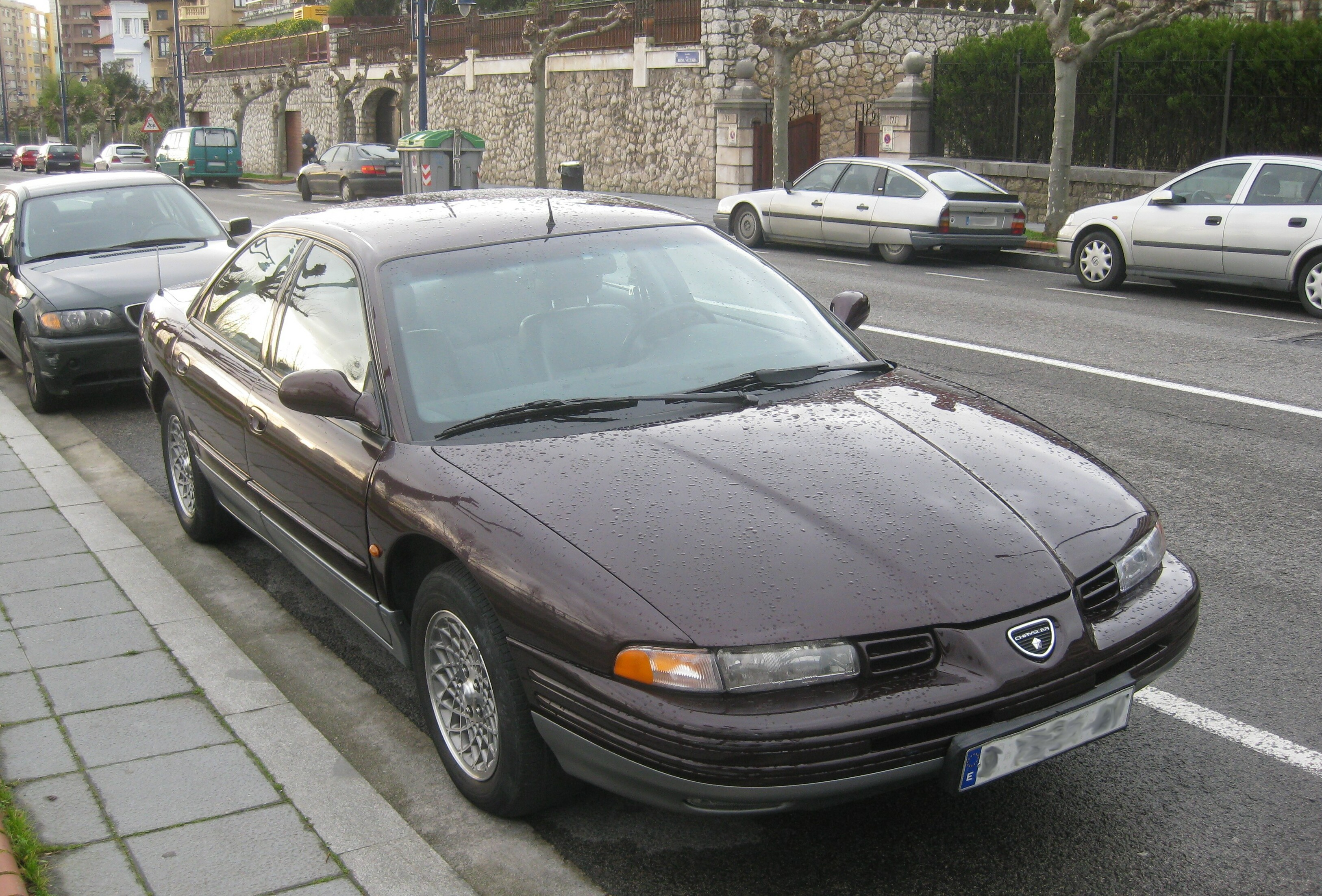
Chrysler Vision
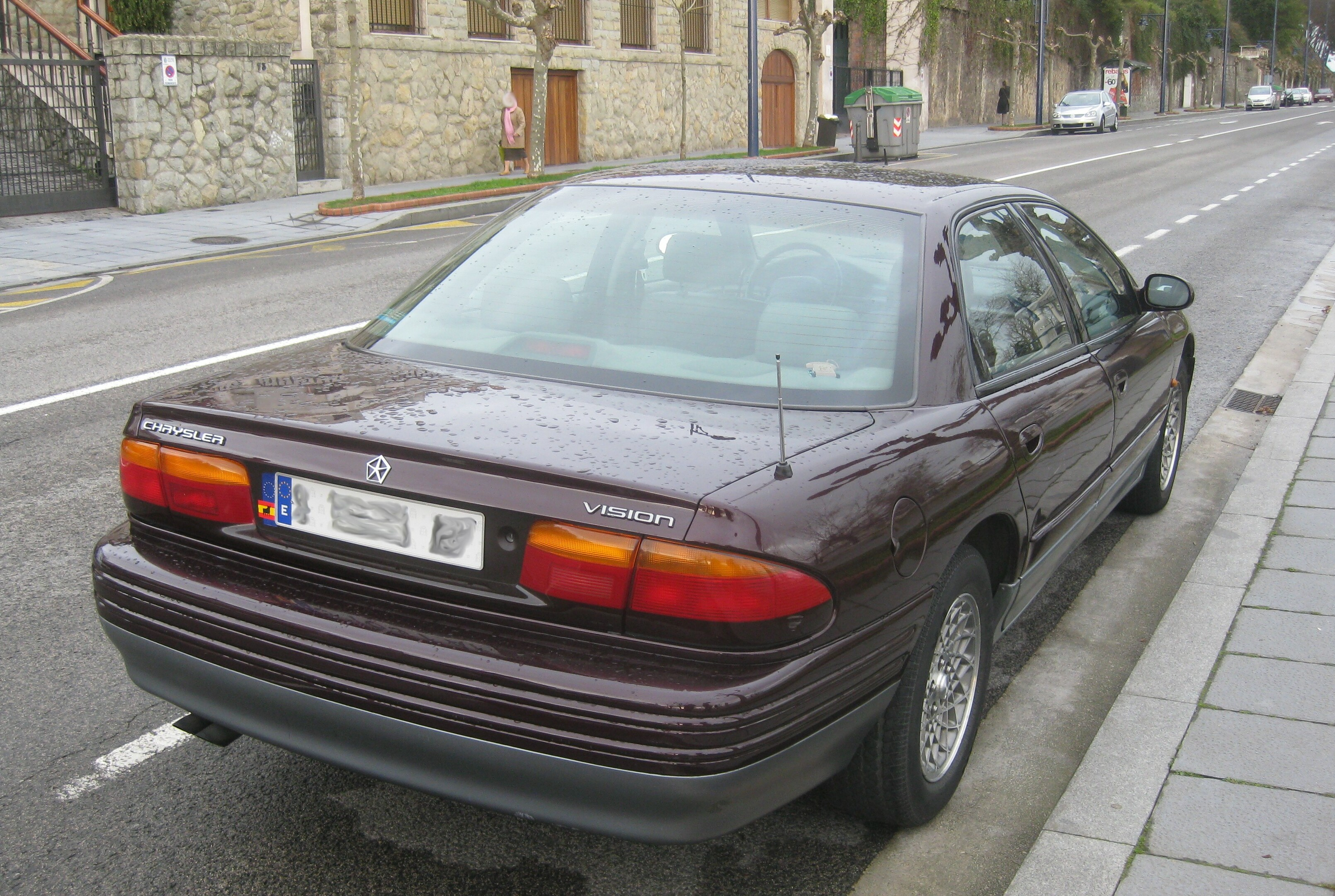
Heckansicht
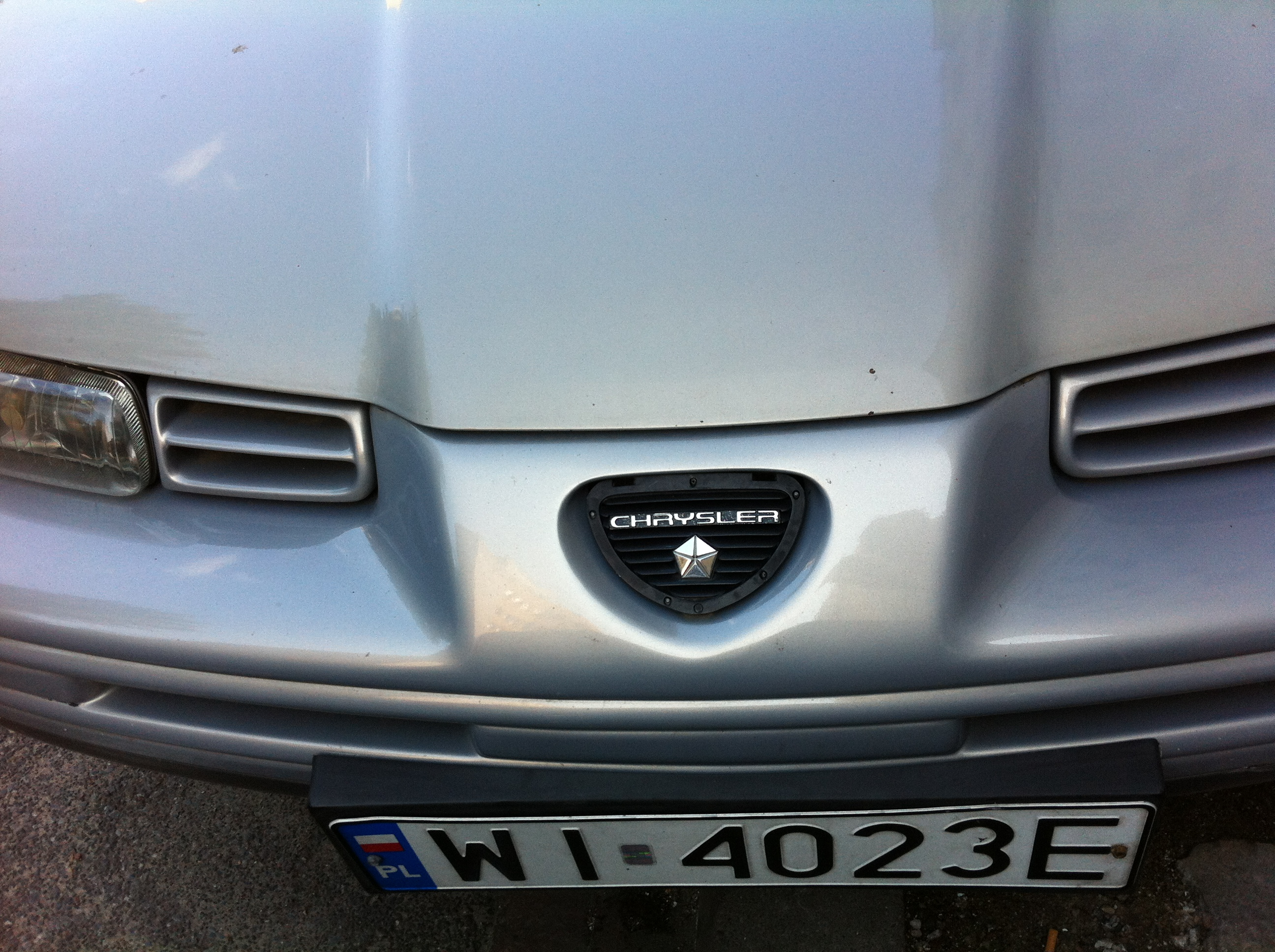
Chrysler-Logo anstelle des größeren Eagle-Logos